# Henriettea granulata
Henriettea granulata là một loài thực vật có hoa trong họ Mua. Loài này được O. Berg & Triana mô tả khoa học đầu tiên năm 1871.